# Алма (Квебек)
Алма (фр. Alma) је град у Канади у покрајини Квебек. Према резултатима пописа 2011. у граду је живело 30.904 становника.

## Становништво
Према резултатима пописа становништва из 2011. у граду је живело 30.904 становника, што је за 3,0% више у односу на попис из 2006. када је регистровано 29.998 житеља.
| 2006.  | 2011.  |
| ------ | ------ |
| 29.998 | 30.904 |